# Compsoctena primella
Compsoctena primella är en fjärilsart som beskrevs av Philipp Christoph Zeller 1852. Compsoctena primella ingår i släktet Compsoctena och familjen Eriocottidae. Inga underarter finns listade i Catalogue of Life.